# Haussy
Haussy település Franciaországban, Nord megyében. Lakosainak száma 1472 fő (2022. január 1.). Haussy Saulzoir, Saint-Martin-sur-Écaillon, Saint-Python, Saint-Vaast-en-Cambrésis, Vendegies-sur-Écaillon, Verchain-Maugré, Vertain, Montrécourt és Saint-Aubert községekkel határos.

## Népesség
A település népességének változása:
| Lakosok száma | 1544 | 1545 | 1573 | 1531 | 1529 | 1521 | 1514 | 1492 | 1472 |
|               | 2013 | 2015 | 2016 | 2017 | 2018 | 2019 | 2020 | 2021 | 2022 |